# Bryum fuscescens
Bryum fuscescens là một loài rêu trong họ Bryaceae. Loài này được Rota mô tả khoa học đầu tiên năm 1869.